# Markotányos
A markotányos vagy markotányosnő ételt, italt, egyéb nélkülözhetetlen holmit árusító vándorkereskedő volt a vonuló hadseregek nyomában és a katonai táborokban. Nélkülözhetetlen kiegészítő szereplője volt a háborúskodásnak. Ez a tevékenység az első világháború idejére, a modern hadviselés korára már szinte kiveszett, bár egyes irodalmi művek, filmek hasonló figurákat a közelebbi múltban játszódó történetekben is  megjelenítenek.
...Kockáz, kártyáz sátor alatt, pipa szájában,
markotányos háta megett nem szolgál hiában.
A szó eredete az olasz mercatante (kereskedő), illetve a német Marketender.
A leghíresebb irodalmi-színházi markotányosnő bizonyára Kurázsi mama, Brecht azonos című darabjának főszereplője.
A Pallas nagy lexikona szerint:
A markotányos az a férfi (nem katona) vagy nőszemély, aki a csapatokat a táborba követi, hogy olyan élelmi cikkeket s más a kényelemre szükséges tárgyakat juttasson a katonáknak, amelyekről a katonai élelmezés nem gondoskodik. Mozgósításkor a markotányos fogadása nem kötelező a csapatokra. Minden markotányosnak 1 segéde és 1 kétfogatú szekere kell hogy legyen. Ismertetőjel katonasapka és karszalag. Igazoló jegyet kell a zsebében hordania. Katonai élelmezésben részesül lovaival együtt. A katonai igazságszolgáltatás és a katonai egészség-rendőri szabályok alá tartozik. Az élelmezési tiszt útján a csapatparancsnok alá van rendelve. A közte és a csapat közti viszonyt szerződés szabályozza.